# Бзовік (село)
Бзовік (словац. Bzovík) — село в окрузі Крупіна Банськобистрицького Словаччини. Площа села 12,99 км². Станом на 31 грудня 2015 року в селі проживало 1149 жителів.

## Географія
Протікають Бряч і Чековський потік.

## Історія
Перші згадки про село датуються 1135 роком.

## Населення
| Рік:            | 1994. | 2004.    | 2014.   | 2024.   |
| --------------- | ----- | -------- | ------- | ------- |
| Кількість осіб: | 924   | 1048     | 1148    | 1116    |
| Різниця:        |       | +13,41 % | +9,54 % | -2,78 % |

| Рік:            | 2023. | 2024.   |
| --------------- | ----- | ------- |
| Кількість осіб: | 1119  | 1116    |
| Різниця:        |       | -0,26 % |